# 1151 en santé et médecine
| Années de la santé et de la médecine : 1148 - 1149 - 1150 - 1151 - 1152 - 1153 - 1154    |
| Décennies de la santé et de la médecine : 1120 - 1130 - 1140 - 1150 - 1160 - 1170 - 1180 |

Cet article présente les faits marquants de l'année 1151 en santé et médecine.

## Fondations
- Fondation à Rughi, près Porcari en Toscane, de l'ospedale di Santa Maria, hôpital de pèlerins placé sous la direction des chanoines de  San Frediano de Lucques[1],[2].
- Avant 1151 : « fondation de la léproserie de la Bajasse à Brioude, en Auvergne[3] ».
- Entre 1124 et 1151 : sous Algare, évêque de Coutances, « fondation à Bolleville, en Normandie, dans l'ancien canton de la Haye-du-Puits, par Richard de la Haye, […] d'un prieuré de l'abbaye de Lessay à usage de léproserie, placé sous le vocable de Sainte-Marie Madeleine […], établissement élitiste réservé surtout à des membres de la noblesse[4] ».
- 1151[5] (1150-1153[6]) : Pierre Ier, vicomte de Béarn, fonde à Ordios, entre Bordeaux et Ostabat, sur le chemin de Saint-Jacques, un hôpital de pèlerins  qui fonctionnera encore en 1739.

## Personnalités
- Fl. Arnaud, médecin dans le diocèse de Tours[7].
- Fl. Aubert, médecin « cité dans une charte de la léproserie des Deux-Eaux[8], près de Troyes en Champagne[7] ».
- 1124-1151 : fl. Jean, médecin, propriétaire à Grez-Neuville en Anjou[7].
- 1151-1170 : fl. Guillaume, médecin de Henri Ier, comte de Champagne[7].